# Bella Mondo Africa
Bella Mondo Africa est un groupe musical féminin de Côte d'Ivoire. Fondé en 2007, le groupe est composé de sept instrumentistes et quatre choristes.

## Histoire
En 2007, l’idée de mettre sur pied un orchestre féminin vient d’un homme nommé Charly Maiwan. Ce promoteur canadien effectue à l’époque des voyages en Afrique. Il contacte alors Nadine Lévry, chanteuse ivoirienne performant dans des cabarets à Abidjan. Cette dernière fait part du projet à Prisca Allou, une amie bassiste basée aussi à Abidjan. À deux elles créent Bella Mondo, qui sera rejoint par plus tard par d’autres musiciennes et chanteuses.
La création de Bella Mondo est aussi un hommage que Monsieur Charly Marwan a voulu rendre à sa mère qui était une passionnée de musique et de chanson qui dans ses dernières volontés voulait que son fils fasse chanter les femmes du monde.

## Discographie
- 2013 : Révolution[5]